# El meu camí interior
El meu camí interior (títol original en francès, Sur les chemins noirs) és una pel·lícula francesa de 2023 dirigida per Denis Imbert. És una adaptació del llibre homònim de Sylvain Tesson. S'ha doblat al català.

## Repartiment
- Jean Dujardin: Pierre
- Joséphine Japy: Anna, l'antiga companya d'en Pierre
- Jonathan Zaccaï: Arnaud, un amic d'en Pierre
- Dylan Robert: Dylan, un excursionista
- Anny Duperey: Hélène, una tia d'en Pierre
- Izïa Higelin: Céline, la germana d'en Pierre
- Sylvain Tesson: un client assegut a la terrassa d'un bistrot
- Lou Chauvain: Julia
- Hervé Mahieux: Bertrand